# Flatøyskjæret
Flatøyskjæret est une île norvégienne dans le comté de Hordaland. Elle appartient administrativement à Austevoll.

## Géographie
Rocheuse et couverte en son centre d'une légère végétation, à fleur d'eau, elle s'étend sur environ 155 m de longueur pour une largeur approximative de 65 m.